# Château de Ludlow
Le château de Ludlow est un château fort en ruines du comté anglais de Shropshire. Cette forteresse, qui surplombe la vallée de la Teme (en) à Ludlow, était au Moyen Âge une place forte stratégique pour le contrôle des marches galloises, et elle fut par intermittence le siège du gouverneur anglais du Pays de Galles. Le château fut probablement édifié sur ordre de Gautier de Lacy à la fin du XIe siècle. Il demeura possession de la famille de Lacy jusqu'en 1115, année où Hugues de Lacy mourut sans descendance. Le fief fut alors réquisitionné par le roi d'Angleterre. Lorsque Pain fitzJohn (en) épousa une nièce de Hugues de Lacy, Sybille, il acquit la plus grosse part de l'héritage des De Lacy.
Puis au cours de la Guerre civile, un des cousins de Sybille, Gilbert de Lacy, éleva des prétentions à l'héritage familial. Tout au long du conflit, le château changea plusieurs fois de main, jusqu'à ce que Gilbert reprenne finalement le contrôle du château de la famille de Lacy. À la fin du XIIe et au début du XIIIe siècle, le château de Ludlow fut confisqué par la Couronne à plusieurs reprises afin de s'assurer de la loyauté des barons de Lacy. Cette famille demeura néanmoins propriétaire en titre de la forteresse jusqu'au XIVe siècle, avant qu'elle échoie aux comtes de Mortimer par alliance. Au tout début du XIVe siècle, le château fut agrandi pour en faire le palais de Roger Mortimer, 1er comte de March, alors le plus puissant seigneur d'Angleterre.
Les comtes de Powis (en) commencèrent par louer, en 1772, le château de Ludlow à la Couronne avant d’acheter, en 1811, l'édifice qui est demeuré dans la famille depuis. Désormais géré par les Syndics de la Propriété du Château Powis pour le compte de la famille, le château est Site classé de Ire catégorie et Monument Historique et ouvert au public.

## Histoire du château

### Période anglo-normande

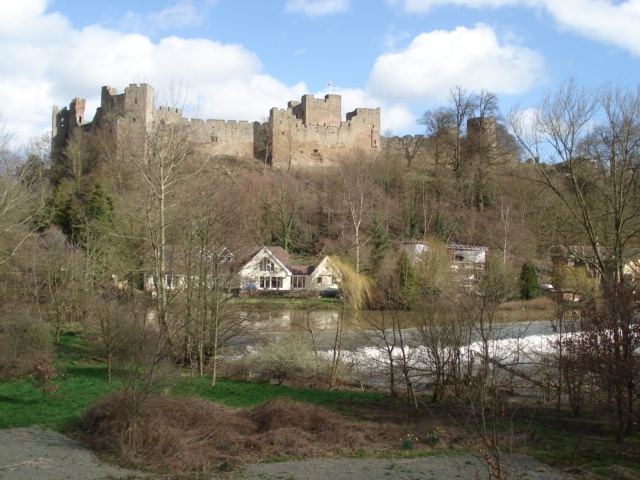
Le château normand (vu ici de l'ouest depuis la Teme) a été édifié sur un piton rocheux.

Gautier de Lacy débarqua en Angleterre en 1066 comme guerrier de la maison de Guillaume Fitz Osbern. FitzOsbern, élevé au rang de duc de Hereford, s'efforça de sécuriser le territoire qu'on lui avait confié : il fit construire plusieurs châteaux dans l'ouest du comté pour fortifier les Marches du Pays de Galles. Gautier de Lacy était peut-être le lieutenant du comte, qui le gratifia de 163 manoirs répartis à travers sept comtés (dont 91 dans le seul Herefordshire), ainsi qu'une pension de 423 £ par an, selon le recensement de Guillaume. Gautier de Lacy commença probablement ses travaux de fortification avec le manoir de Stanton Lacy en 1085. Il possédait aussi les châteaux de Ewyas Harold et de Weobley (en), tous deux dans le Herefordshire, mais Ludlow était le plus important de tous. On ne dispose d'aucune source écrite à propos du château de Ludlow avant 1139 : on ignore donc la date précise de sa construction ; toutefois l’historien Derek Renn suggère 1075 comme la date la plus probable.
Gautier mourut dans un accident de chantier à Hereford en 1085 et son fils, Roger de Lacy, lui succéda. En 1096, Roger se vit confisquer ses terres au profit de son frère Hugues pour rébellion. Hugues mourut sans héritier avant 1115, et ses biens furent annexés au domaine royal ; alors le fils de Roger de Lacy, Gilbert, éleva des prétentions au titre de la baronnie, mais en vain : car Roger et Hugues avaient une sœur, Agnès, et le roi Henri Ier décida d'attribuer plutôt l'héritage des de Lacy à la fille de cette dernière, Sybille, à condition qu'elle épouse Pain fitzJohn : il s'agissait certainement pour le souverain de récompenser ainsi en fitzJohn un serviteur loyal. La baronnie dont Pain se voyait ainsi gratifié représentant sans doute moins de 80 % des terres originelles de Hugues de Lacy, car le roi gardait au Domaine près de 20 manoirs. Comme l'avait fait la famille des de Lacy, Pain fit certainement de Ludlow le caput baroniae (en), le château de sa baronnie. Les terres du baron Pain fitzJohn étaient frontalières, au sud, de celle du shérif Miles de Gloucester. En 1137 Pain parvint à obtenir le mariage de sa fille, Cecily, avec le fils aîné de Mile, Robert fitzMiles.
Après la mort du roi Henri en 1135, les raids gallois en terre anglaise se multiplièrent : c'est en 1137, alors qu'il poursuivait un de ces groupes de pillards, que Pain fitzJohn mourut, atteint d'une pique à la tête. Robert et Cecily n'étant alors pas encore mariés, ils ne pouvaient prétendre à l'héritage de Pain fitzJohn. Or depuis la mort du roi Henri, Étienne de Blois, le petit-fils de Guillaume le Conquérant, chassé la fille du défunt monarque, Mathilde l'Emperesse, pour s'emparer du trône. Gilbert de Lacy vint en Angleterre en appeler à Étienne, réclamant pour lui le titre de baron de Ludlow. Mais en décembre 1137, Étienne confirma par décret que Cécile conserverait la jouissance des terres de son père jusqu'à ce qu'elle épouse Roger fitzMiles. Il est vraisemblable que, demeurant à proximité du château, Lacy s'empara de Ludlow au printemps suivant. Simultanément, Geoffrey Talbot (en), demi-frère de Sybille et allié des de Lacy, faisait main basse sur les châteaux de Hereford et de Weobley. Le château de Ludlow Castle est mentionné pour la première fois par les chroniqueurs à l'occasion d'un siège des guerres civiles, en 1139, sous le règne du roi Étienne ; le roi lui-même assiégea le château, et à cette occasion secourut le Prince Henri d'Écosse, pris par un grappin lancé par les défenseurs.

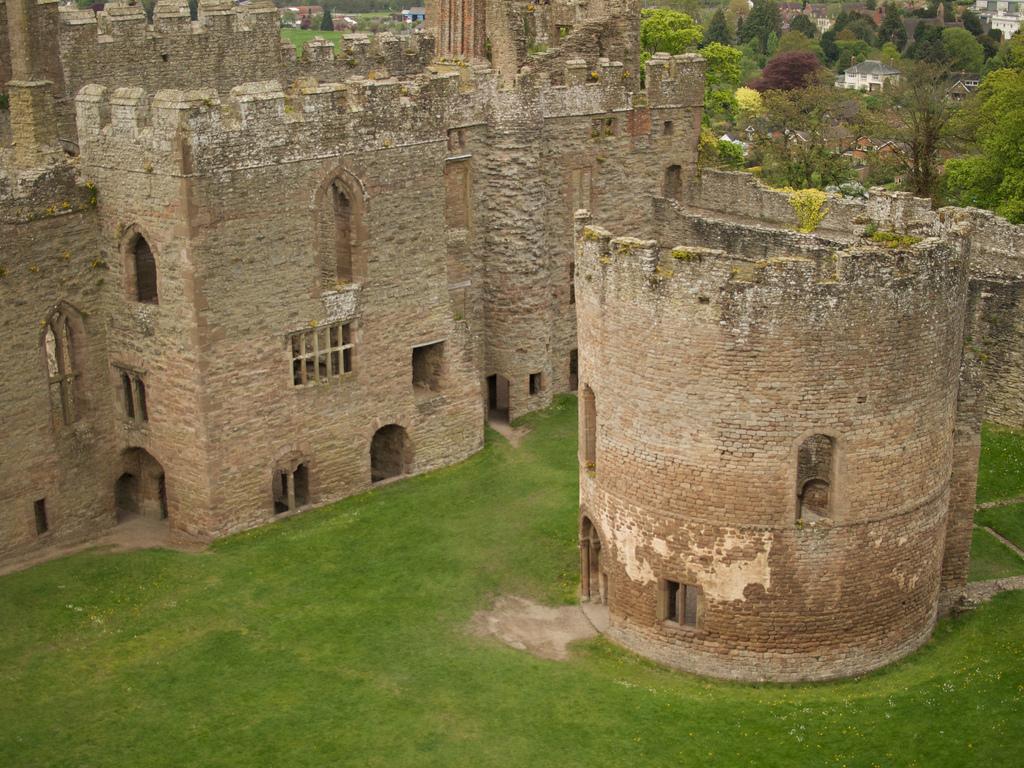
La chapelle, qui n'est autre que la tour ronde à droite, date du XIIe siècle. La grande salle Great Chamber est visible à gauche.

Hugues de Lacy succéda à son frère à la tête de la baronnie en 1162. Hugues prit part à l’invasion normande de l'Irlande où il fut fait seigneur de Meath en 1172. Longtemps éloigné de Ludlow, lorsqu'il fut confirmé comme Lord de Meath en 1177 Henri II lui reprit le château, peut-être pour s'assurer que Hugues lui resterait loyal outre-mer. Le roi confia la garde du château de Ludlow à Thurstan fitzSimon, qui s'acquitta de la tâche jusqu'en 1190. Lorsqu'en 1186 Hugues de Lacy mourut en Irlande, son fils aîné, Gautier (en), était encore mineur, si bien que château et baronnie demeurèrent aux mains du roi. Parce que Gautier de Lacy avait pillé les terres du Prince Jean en Irlande, Richard Ier confisqua tous ses biens en 1194. À l'époque, pourtant, le prince Jean s'était soulevé contre l'autorité de son frère, et Gautier avait présumé à tort que Richard approuverait ses pillages. Gautier de Lacy tenta en vain de racheter ses terres à la Couronne pour la somme de 1 000 marcs ; enfin en 1198 il accepta de verser la somme énorme de 3 100 marcs. L'année suivante, les deux filles que Josselin de Dinan avait eu de Sybille de Lacy réclamèrent au roi la propriété de la ville et du château de Ludlow mais elles furent déboutées.

### DuXIIIeauXVesiècle
Gautier de Lacy retourna en Irlande en 1201, et l'année suivante toutes ses terres furent mises sous séquestre du roi pour s'assurer de sa loyauté : elles étaient administrées pour le roi par Guillaume de Briouze, beau-père de Gautier et favori du roi. En 1205 ou 1206, Gautier de Lacy retrouvait la jouissance de ses fiefs, mais se voyait infliger une amende de 400 marcs pour s'être approprié le château de Ludlow. Ses méfaits en Irlande en 1207 poussèrent le roi Jean à faire reprendre le château par Guillaume de Briouze. Mais bientôt ce dernier se brouilla à son tour avec le roi : en 1208, il faisait du château de Weobley sa base arrière pour attaquer les fiefs du roi dans le Herefordshire. Condamné par le roi, Guillaume partit en Irlande se mettre sous la protection de Gautier de Lacy, lequel tenta d'apaiser le roi Jean en renonçant à ses propriétés des Marches. Mais Jean était inflexible, si bien que Gautier de Lacy, son frère Hugues, et Guillaume de Briouze s'exilèrent en Normandie, abandonnant toutes les terres des de Lacy à la Couronne d'Angleterre.

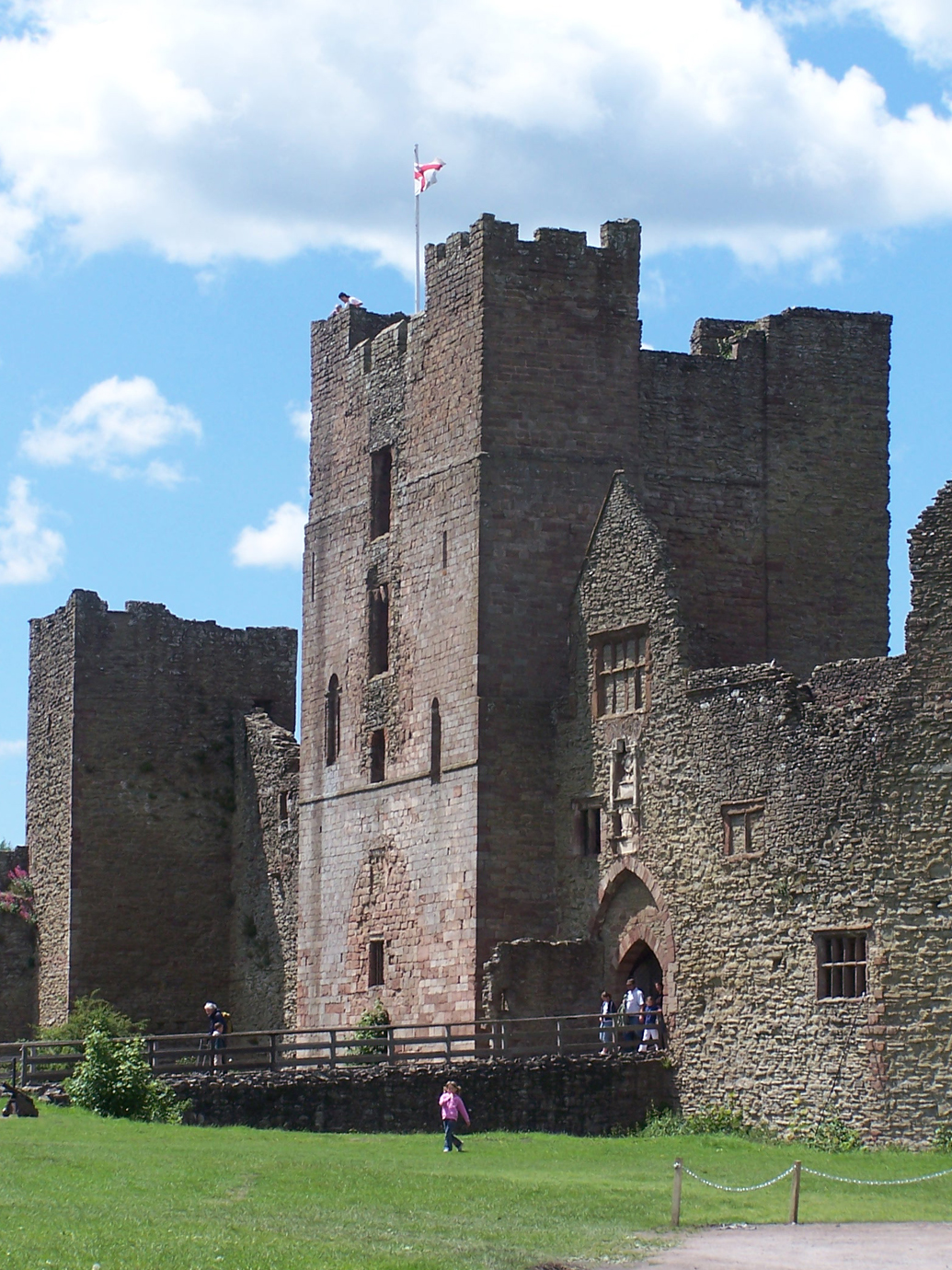
Entrée (à droite) vers la cour intérieure, à côté du donjon (à gauche). L'actuelle cour intérieure correspond à la limite du château anglo-normand.

En 1213 Gautier de Lacy écrivit une lettre de pardon au roi Jean, et quelques mois plus tard, il pouvait rentrer en possession de ses terres en Angleterre et au Pays de Galles (elles étaient administrées jusque-là par Engelard de Cigogné (en)) exception faite du bailliage et du château de Ludlow. En 1215, de Lacy versa à la Couronne une amende de 4 000 marcs, pour retrouver ses terres d'Irlande et de Ludlow Castle.
Vers le milieu des années 1230, Gautier de Lacy accumula les dettes si bien qu'en 1238, il dut abandonner le château de Ludlow à la Couronne pour n'en retrouver la jouissance que peu avant sa mort, en 1241. Son fils était mort en 1230 ; aussi ses filles (Mahaut et Marguerite) auraient-elles dû hériter, mais elles étaient encore vraiment trop jeunes en 1241 : la Couronne prit donc la gestion des terres des De Lacy, et le roi Henri III arrangea le mariage de Mahaut avec Pierre de Genève. Dans le partage des biens des seigneurs de Lacy, ce dernier hérita par alliance de la terre de Ludlow, mais il devait mourir seulement quelques années plus tard, en 1249. En 1252, Mahaut se remaria à Geoffrey de Geneville. En février 1263, l'armée du Roi se regroupa autour des châteaux de Hereford et de Ludlow pour mettre un terme aux incursions en terre anglaise de Llywelyn ap Gruffydd ; mais la rébellion de Simon de Montfort, survenue la même année, contraignit Henri III à remettre son expédition punitive. Simon de Montfort, de son côté, combina avec les Gallois des assauts contre les partisans du roi d'Angleterre dans le Herefordshire. Après s'être emparé des châteaux de Hereford, de Hay et de Richard à la fin de 1264, Montfort parvint à faire tomber le château de Ludlow, mais l'armée royale reprit définitivement cette place forte au mois de mai suivant.
L'aînée des petites-filles de Geoffrey et de Mahaut, Jeanne, épousa Roger Mortimer en 1301 et ce dernier devint ainsi par mariage seigneur de Ludlow. En 1323 Mortimer fut exilé pour avoir, avec d'autres gardiens des Marches, pillé les terres du favori du roi Édouard II, Hugues le Despenser. C'est alors qu'il fit connaissance de la reine Isabelle, et commença à comploter pour mettre son fils sur le trône d'Angleterre. Édouard II fut déposé et son fils de 14 ans, Édouard III fut couronné en 1327. Le jeune âge du nouveau souverain portait le comte Mortimer et la reine Isabelle à la régence. Mortimer se servit de sa position pour confisquer à son profit les terres des comte d'Arundel dans le Shropshire et prit le titre de comte de March. Au château de Ludlow, Mortimer fit édifier une chapelle en remerciement de son évasion réussie de son exil. En 1402, Edmond Mortimer, né au château, leva une armée considérable pour affronter Owain Glyndŵr. Mortimer rencontra son ennemi dans la vallée de la Lugg, et fut défait et capturé à la bataille de Bryn Glas. Il finit par rallier la cause des Gallois et épousa une des filles de Glyndŵr, qui lui donna quatre enfants avant de mourir de faim en 1409, lors du siège du château de Harlech.

### De la guerre des Deux-Roses à l'ère élisabéthaine

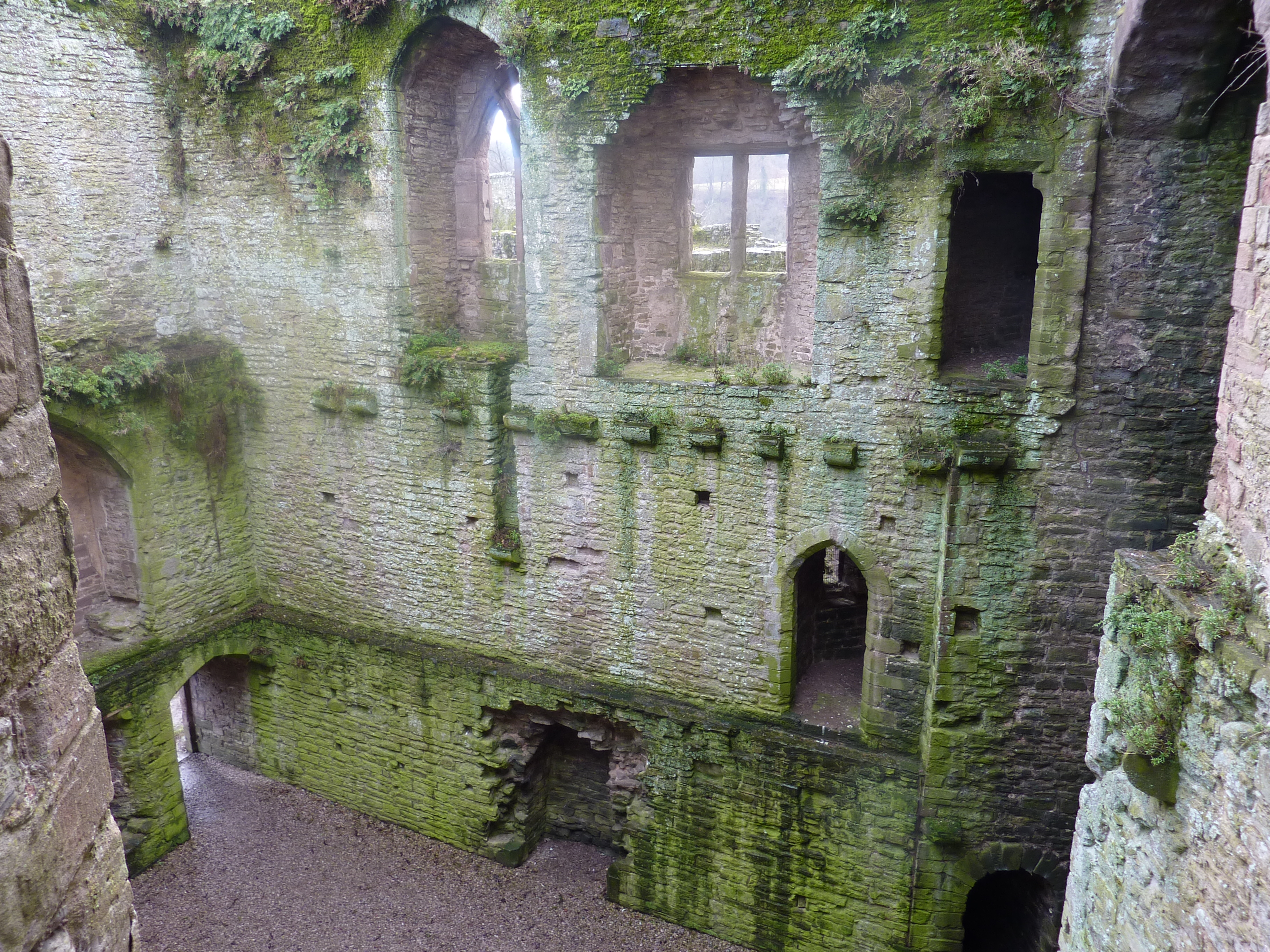
L’intérieur du château de Ludlow.

Devenu propriété du duc Richard d'York au XVe siècle, le château apparut comme une place forte de première importance au cours de la guerre des Deux-Roses : tombé aux mains des Lancastre en 1459, il fut repris par les partisans de la maison d'York en 1461. On en fit ensuite le siège militaire du Conseil des Marches ainsi qu'un palais royal : en 1472, Édouard IV y envoyait le Prince de Galles et son frère (ce seront les Princes dans la Tour sous la plume de Shakespeare), s'y établir.
En 1501, le prince Arthur (fils de Henri VII et frère de Henri VIII) y vécut quelque temps jusqu'à sa mort prématurée, emporté par une maladie dont sa femme, Catherine d'Aragon, parvint à se remettre. Marie Tudor, fille de Catherine d’Aragon et de Henri VIII, héritière du trône d'Angleterre en tant que fille unique, passa trois hivers à Ludlow (entre 1525 et 1528), entourée de sa cour.
L’évêque Rowland Lee (en) inspecta l’armurerie du château à la Noël de 1534. Il y trouva des flèches mais sans arcs, un canon sans poudre ni boulets et des plaques pectorales, mais ni cotte de mailles, ni casques. C'est Lord Ferrers qui avait fait apporter le grand canon à Ludlow. Lee fit réparer par des scellements de plomb une partie des toits qui, selon lui, étaient restés sans entretien depuis au moins 100 ans.
Élisabeth Ire nomma Henry Sidney Président du Conseil des Marches avec résidence au château de Ludlow. Sir Henry fit adjoindre au château, entre la grande salle et la tour Mortimer, des appartements pour sa famille et fit des anciens appartements royaux des chambres pour ses hôtes. Les ruines des appartements de la famille Sidney font directement face à la chapelle anglo-normande. Les filles de Sir Henry Sidney, au nombre desquelles la poétesse Mary Sidney, furent élevées au château de Ludlow dans la foi calviniste, avec des cours d'humanités classiques, d’hébreu, de musique, de tir à l'arc, de chasse et de couture tandis que leur frère aîné, le poète Philip Sidney était interne avec le futur parlementaire George Leigh à Shrewsbury School. Lorsque leur sœur Ambrosia Sidney mourut au château de Ludlow, la famille érigea son tombeau et son mémorial en l’Église Saint-Laurent de Ludlow. Après la mort d'Ambrosia, Elisabeth Ire écrivit à Sir Henry et à sa femme Mary Dudley (en), les exhortant à envoyer leur dernière fille, Mary Sidney, à sa cour pour qu'elle échappe à l’« air infect » du vieux château. En 1577, son oncle Robert Dudley arrangea le mariage de Mary avec Henry Herbert. Ce 2e comte de Pembroke succéda à Sir Henry Sidney neuf ans plus tard au poste de Président du Conseil des Marches (en), en 1586.

## La Guerre Civile et le déclin

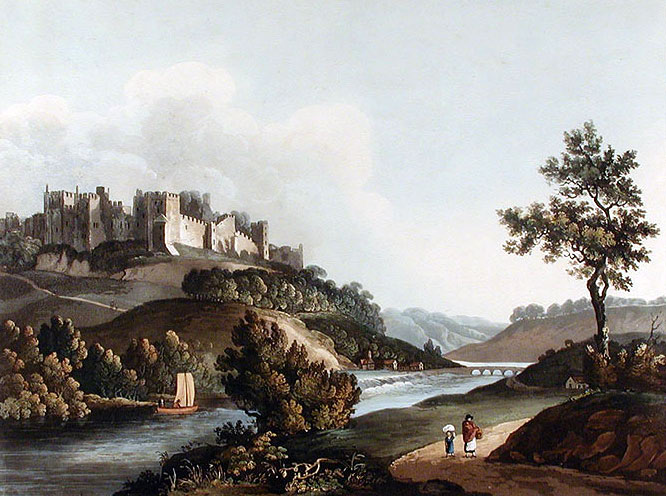
Tableau par un artiste anonyme (octobre 1812).

Pendant la Première Révolution anglaise (entre 1642 et 1648), Ludlow fut une place forte royaliste : à ce titre, elle finit par être assiégée par l'armée des Parlementaires, mais négocia sa reddition, s'épargnant ainsi la destruction ou même le démantèlement. En 1669, sous le règne de Marie II d'Angleterre, le Conseil des Marches fut centralisé à Londres, et avec lui tous les officiers de la Couronne qui administraient ces provinces. En 1689, Herbert de Chirbury créa le régiment Royal Welch Fusiliers à Ludlow mais, définitivement abandonné peu après, le château tomba peu à peu en ruines.
Les comtes de Powis commencèrent par louer, en 1772, le château de Ludlow à la Couronne avant d’acheter, en 1811, l'édifice qui est demeuré dans la famille depuis. Désormais géré par les Syndics de la Propriété du Château Powis pour le compte de la famille, le château est classé Site de Ire catégorie et monument historique, et ouvert au public.

## Architecture

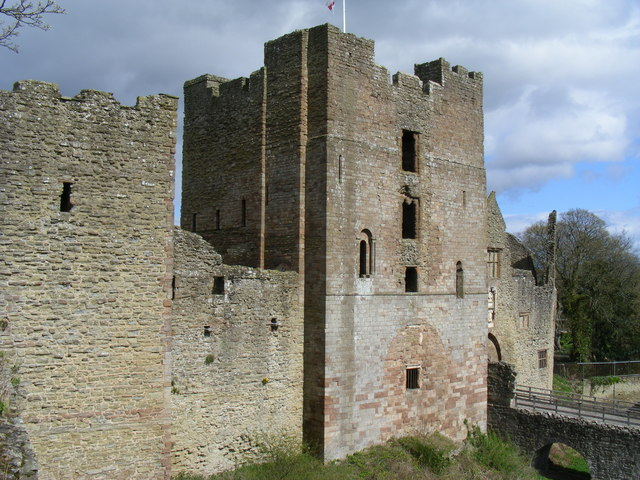
Le donjon est un vestige de ce qui fut naguère la porte fortifiée du château anglo-normand.

Le château de Ludlow se dresse sur un piton rocheux dominant la ville, à l'est. Le coteau est en pente raide en direction des vallées de la Corve et de la Teme qui coulent environ 30 m en contrebas, au sud et l'ouest. Le château est grossièrement rectangulaire et divisé en deux grandes parties : un corps de garde, qui défend le côté nord-ouest du château, et un important avant-poste. Il y a enfin une enceinte intérieure qui remonte au début du XIIIe siècle, à l'époque où des murailles (aujourd'hui disparues) venaient doubler intérieurement les remparts au sud. La longévité du château est visible à la superposition de styles architecturaux de différentes époques : style anglo-normand, médiéval et Tudor.
Le corps de garde occupe l'emplacement du château anglo-normand originel. Lors de la construction du château, on creusa un fossé dans le rocher et les pierres ainsi récupérées servirent à construire les murailles. On accédait au château fort par une porte fortifiée, percée dans le rempart sud, qui pourrait remonter aux années 1080. Il semble à son aspect que cette porte fortifiée servait de logement, en particulier la pièce aménagée au-dessus du passage d'entrée. L'arc brisé de l'entrée fut ultérieurement muré et cette grade porte convertie en donjon. La création de l'enceinte intérieure au sud au XIIIe siècle montre aussi que la grande porte n'était plus à cette époque l'entrée vers l'enceinte : on avait aménagé à cet effet une nouvelle porte à l'est du donjon. L'enceinte intérieure abrite les corps de logis du château : ils sont ajourés de larges baies qui donnent sur la cour.

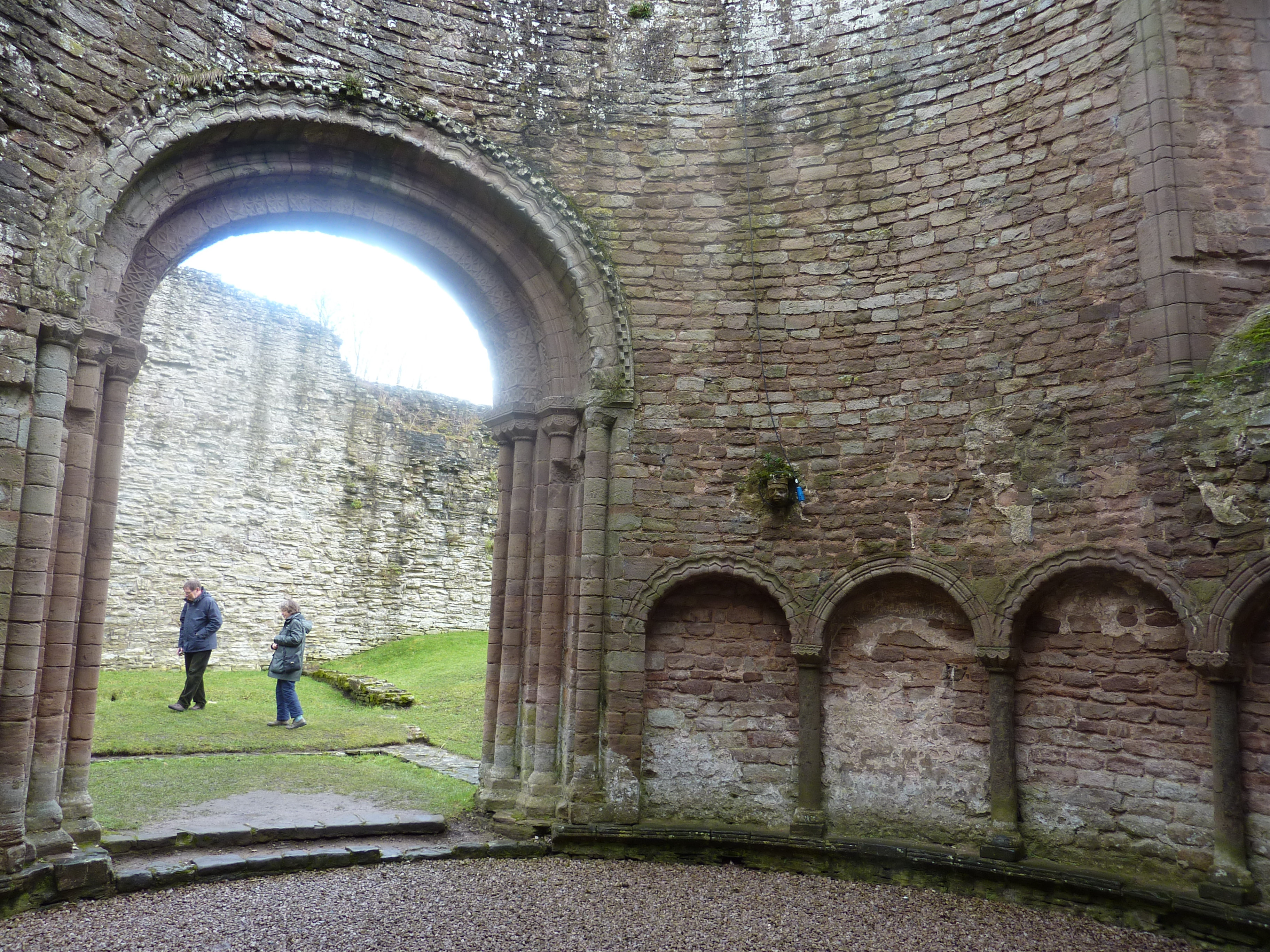
Intérieur de la chapelle romane du château de Ludlow.

La chapelle circulaire de l'enceinte intérieure est une curiosité, et constitue un cas unique en Grande-Bretagne. Cet édifice d’architecture romane consacré à sainte Marie-Madeleine, doit remonter au XIIe siècle. On ne dispose d'aucune description de cet édifice antérieure au XVIe siècle, mais il semble qu'il était demeuré inchangé depuis l'origine. Malgré la disparition de sa toiture, la nef circulaire a conservé ses dimensions originales (elle est large de 8,30 m). Un presbytère à plan carré, de 3,8×3,8 m, et au-delà un chancel, prolongeaient la chapelle.

## Spectacles
La première de la mascarade intitulée Comus de John Milton eut lieu dans le Great Hall en 1634. Cette tradition théâtrale se poursuit tous les étés, avec une représentation en plein air d'une pièce de Shakespeare dans la cour intérieure du château, qui marque l'un des temps forts du festival de Ludlow. Le château abrite d'autres spectacles tout au long de l'année, comme le Ludlow and the Marches Food and Drink Festival de la Gastronomie tous les mois de septembre.